# Juan de Dios Oyón Cauqui
Juan de Dios Oyón Cauqui (Barcelona, 1 de gener de 1980) és un àrbitre de bàsquet català de la lliga ACB. Pertany al Comitè d'Àrbitres de Catalunya.
Va començar a arbitrar l'any 1998, quan tenia 18 anys i encara jugava amb l'equip de la seva escola. L'agost de 2012 s'anuncia el seu ascens a la Lliga ACB, al costat d'Andrés Fernández Sánchez, Sergio Manuel Rodríguez i David Planells Caicedo, categoria que ja no ha abandonat.
A banda d'àrbitre de la màxima categoria nacional, Oyón és policia local a Badalona.

## Temporades
| Categoria            | Lloc    | Any               |
| -------------------- | ------- | ----------------- |
| Categories inferiors | Espanya | 1998 - 2012       |
| Lliga ACB            | Espanya | 2012 - Actualitat |